# Ай-Айкаёган
Ай-Айкаёган (устар. Ай-Айка-Еган) — река в России, протекает по Ханты-Мансийскому АО. Устье реки находится в 110 км по левому берегу реки Айкаёган. Длина реки составляет 54 км, площадь водосборного бассейна 231 км².

## Данные водного реестра
По данным государственного водного реестра России относится к Верхнеобскому бассейновому округу, водохозяйственный участок реки — Обь от впадения реки Вах до города Нефтеюганск, речной подбассейн реки — Обь ниже Ваха до впадения Иртыша. Речной бассейн реки — (Верхняя) Обь до впадения Иртыша.
Код объекта в государственном водном реестре — 13011100112115200044819.